# Speocera jucunda
Speocera jucunda is een spinnensoort uit de familie Ochyroceratidae. De soort komt voor in Brazilië.